# Madone à la caille
La Madone à la caille – en italien Madonna della Quaglia – est un tableau réalisé par le peintre italien Pisanello vers 1420. Cette tempera sur panneau est une Madone qui représente Marie et l'Enfant Jésus devant un rosier, avec une caille au sol et deux anges en plein vol procédant au couronnement de la Vierge. L'œuvre est conservée au musée de Castelvecchio, à Vérone. Elle a été volée en 2015 mais retrouvée l'année suivante.